# 新尼卡諾里夫卡
49°39′44″N 38°12′6″E / 49.66222°N 38.20167°E
新尼卡諾里夫卡（烏克蘭語：Новониканорівка）是位於烏克蘭東部的村莊，由盧甘斯克州斯瓦托韋區的下杜萬卡市鎮負責管轄。該村始建於1780年，面積2.96平方公里，海拔高度89米，2001年人口424，人口密度每平方公里143.3人。